# Fārdaq
Fārdaq (persiska: فاردق, Jalīlābād, Jalālābād) är en ort i Iran.   Den ligger i provinsen Khorasan, i den nordöstra delen av landet, 800 km öster om huvudstaden Teheran. Fārdaq ligger 1 074 meter över havet och antalet invånare är 663.
Terrängen runt Fārdaq är platt åt sydväst, men åt nordost är den kuperad.Runt Fārdaq är det ganska glesbefolkat, med 24 invånare per kvadratkilometer. Närmaste större samhälle är Rashtkhvār, 11,9 km nordväst om Fārdaq. Trakten runt Fārdaq är ofruktbar med lite eller ingen växtlighet.